# مرغ کدر
مرغ کدر (نام علمی: Tityra) نام یک سرده از تیره مرغ‌های کدر است.

## گونه‌ها
- مرغ کدر دم‌سیاه،  Tityra cayana
  - Brazilian tityra, Tityra cayana braziliensis
- مرغ کدر نقاب‌دار،  Tityra semifasciata
- مرغ کدر کاکل‌سیاه،  Tityra inquisitor